# Sommet Ukraine-Europe du Sud-Est
Depuis 2023, est organisé un sommet entre l’Ukraine et les États de l’Europe du Sud-Est, dans le contexte de l'invasion à grande échelle de l’Ukraine par la Russie, lors de la Guerre russo-ukrainienne.

## Première édition (2023)
Le sommet inaugural s’est tenu à Athènes, en Grèce, le 21 août 2023,,. Il était présidé par le Premier ministre grec Kyriákos Mitsotákis.
À cette occasion, les hauts-responsables de l'Union européenne Ursula von der Leyen et Charles Michel étaient également présent pour discuter des processus d'adhésion à l'Union des pays participants,. Le sommet marquait à cet égard le vingtième anniversaire du Conseil européen de Thessalonique, qui avait confirmé la vocation européenne des Balkans occidentaux. En raison de tensions entre l'Albanie et la Grèce concernant l'arrestation par les autorités albanaises d'un maire de la minorité grec accusé de fraude électorale, c'est le Président albanais Bajram Begaj, au rôle essentiellement protocolaire, et non le Premier ministre Edi Rama qui a été innvité.
Volodymyr Zelensky a tenu plusieurs rencontres bilatérales avec : son hôte grec, le Premier ministre bulgare Nikolai Denkov (notamment sur la question des exportations de céréales ukrainiennes), la Présidente moldave Maia Sandu, et le Président serbe,. Le Président du Gouvernement croate Andrej Plenković a proposé d'acheminer les céréales ukrainiennes par le Danube jusqu'en Croatie afin d'utiliser les ports de cette dernière sur son littoral adriatique.
Les participants ont signé une déclaration commune à l'issue du sommet, insistant sur « leur soutien indéfectible à l'indépendance de l'Ukraine »et la nécessité d'une « revitalisation et d'un recentrage du processus d'élargissement [de l'UE] de manière tangible et crédible, dans le respect des critères [d'adhésion] ».
| Pays               | représentant         | fonctions                              |
| ------------------ | -------------------- | -------------------------------------- |
| Bosnie-Herzégovine | Borjana Krišto       | Présidente du Conseil des ministres    |
| Bulgarie           | Nikolaï Denkov       | Premier ministre                       |
| Croatie            | Andrej Plenković     | Président du Gouvernement              |
| Grèce              | Kyriákos Mitsotákis  | Premier ministre                       |
| Kosovo             | Albin Kurti          | Premier ministre                       |
| Macédoine du Nord  | Dimitar Kovačevski   | Président du Gouvernement              |
| Moldavie           | Maia Sandu           | Présidente                             |
| Monténégro         | Jakov Milatović      | Président                              |
| Roumanie           | Marcel Ciolacu       | Premier ministre                       |
| Serbie             | Aleksandar Vučić     | Président                              |
| Ukraine            | Volodymyr Zelensky   | Président                              |
| Union européenne   | Ursula von der Leyen | Présidente de la Commission européenne |
| Union européenne   | Charles Michel       | Président du Conseil européen          |

## Deuxième édition (2024)
La deuxième édition a été organisée au palais des congrès de Tirana, en Albanie, le 28 février 2024,.
Les participants ont signé une déclaration commune, qui qualifie l'agression russe « de plus grande menace à la sécurité européenne et la paix internationale » et de dans laquelle ils ont annoncé leur intention de participer à la Conférence de haut niveau qui se tiendra prochainement en Suisse.
À l'occasion du sommet, l'Albanie et l'Ukraine ont signé un traité d'amitié et de coopération,. Dmytro Kouleba, le Ministre des Affaires étrangères de l'Ukraine a annoncé que l'Albanie ouvrirait prochainement une ambassade en Ukraine.
| Pays               | représentant       | fonctions                           |
| ------------------ | ------------------ | ----------------------------------- |
| Albanie            | Edi Rama           | Premier ministre                    |
| Bosnie-Herzégovine | Borjana Krišto     | Présidente du Conseil des ministres |
| Bulgarie           | Nikolaï Denkov     | Premier ministre                    |
| Croatie            | Andrej Plenković   | Président du Gouvernement           |
| Kosovo             | Vjosa Osmani       | Présidente                          |
| Macédoine du Nord  | Stevo Pendarovski  | Président                           |
| Moldavie           | Maia Sandu         | Présidente                          |
| Monténégro         | Jakov Milatović    | Président                           |
| Roumanie           | Marcel Ciolacu     | Premier ministre                    |
| Serbie             | Aleksandar Vučić   | Président                           |
| Ukraine            | Volodymyr Zelensky | Président                           |

## Troisième édition (2024)
Le troisième sommet s’est déroulé à Dubrovnik, en Croatie, le 9 octobre 2024,. Il était co-présidé par le Président du gouvernement croate Andrej Plenković et le Président de l’Ukraine Volodymyr Zelensky.
Ce dernier a déclaré qu'il souhaitait voir la guerre atteindre son terme en 2025, et a appelé les participants à renforcer leur soutien dans le développement de l'armement de l'Ukraine et dans la reconstruction du pays. Il a exhorter ses soutiens à l'autoriser à frapper la Russie dans la profondeur. 
L'Ukraine et la Croatie ont signé à cette occasion un accord bilatéral de coopération sur dix années, portant notamment sur l'aide humanitaire, le partage de l'expérience croate en matière de déminage et de poursuites des crimes de guerre, à la suite de la guerre de Croatie.
Les participants ont signé une déclaration commune appelant au respect de l'intégrité territoriale de l'Ukraine et de la Charte des Nations unies et à « ne pas fournir de matériel ou d'autre forme de soutien à la guerre d'agression russe », sans mentionner l'aide militaire à l'Ukraine ou les sanctions contre la Russie. La Serbie a accepté de signer cette déclaration.
| Pays               | représentant        | fonctions                                                       |
| ------------------ | ------------------- | --------------------------------------------------------------- |
| Albanie            | Edi Rama            | Premier ministre                                                |
| Bosnie-Herzégovine | Borjana Krišto      | Présidente du Conseil des ministres                             |
| Bulgarie           | Nikolaï Denkov      | Premier ministre                                                |
| Croatie            | Andrej Plenković    | Président du Gouvernement                                       |
| Grèce              | Kyriákos Mitsotákis | Premier ministre                                                |
| Kosovo             | Vjosa Osmani        | Présidente                                                      |
| Macédoine du Nord  | Dimitar Kovačevski  | Président du Gouvernement                                       |
| Moldavie           | Mihai Popșoi        | Ministre des Affaires étrangères et de l'intégration européenne |
| Monténégro         | Jakov Milatović     | Président                                                       |
| Roumanie           | Luminița Odobescu   | Ministre des Affaires étrangères                                |
| Serbie             | Marko Đurić         | Ministre des Affaires étrangères                                |
| Slovénie           | Nataša Pirc Musar   | Présidente                                                      |
| Turquie            | Hakan Fidan         | Ministre des Affaires étrangères                                |
| Ukraine            | Volodymyr Zelensky  | Président                                                       |

## Quatrième édition (2025)
La quatrième édition du sommet a été organisée le 11 juin 2025 à Odessa en Ukraine, et était présidée par Volodymyr Zelensky.
Elle est marquée par la première visite du Président serbe Aleksandar Vučić en Ukraine,. Afin de démontrer sa bonne volonté vis-à-vis de ce dernier, l'Ukraine n'a pas invité le Kosovo. La Serbie a affirmé son engagement pour la reconstruction de l’Ukraine, mais cette fois n’a pas signé la déclaration commune à l’issue du sommet.
À l'occasion du sommet, une réunion trilatérale entre les chefs d'États roumain, moldave et ukrainien a été organisée.
| Pays              | représentant        | fonctions                                                             |
| ----------------- | ------------------- | --------------------------------------------------------------------- |
| Albanie           | Elisa Spiropali     | Président de l'Assemblée                                              |
| Bulgarie          | Rossen Jeliazkov    | Premier ministre                                                      |
| Croatie           | Andrej Plenković    | Président du Gouvernement                                             |
| Grèce             | Kyriákos Mitsotákis | Premier ministre                                                      |
| Macédoine du Nord | Izet Mexhiti        | Premier Vice-président du Gouvernement et Ministre de l'environnement |
| Moldavie          | Maia Sandu          | Présidente                                                            |
| Monténégro        | Jakov Milatović     | Président                                                             |
| Roumanie          | Nicușor Dan         | Président                                                             |
| Serbie            | Aleksandar Vučić    | Président                                                             |
| Slovénie          | Tanja Fajon         | Vice-première Ministre et Ministre des Affaires étrangères            |
| Ukraine           | Volodymyr Zelensky  | Président                                                             |

## Voir également
- Groupe de contact sur la défense de l'Ukraine
- Conférence de haut niveau sur la paix en Ukraine
- Liste de l'aide étrangère à l'Ukraine pendant la guerre russo-ukrainienne
- Neuf de Bucarest
- Triangle de Lublin
- Initiative des trois mers